# Мейсън (окръг, Мичиган)
Вижте пояснителната страница за други значения на Мейсън.
Окръг Мейсън (на английски: Mason County) е окръг в щата Мичиган, Съединени американски щати. Площта му е 3217 km², а населението - 28 274 души (2000). Административен център е град Лъдингтън.